# Rodney King
Rodney Glen King (Sacramento, 2 de abril de 1965 – Rialto, 17 de junho de 2012) foi um operário da construção civil afro-americano que se tornou escritor após sobreviver a um ato de brutalidade policial em Los Angeles, que desencadeou os Distúrbios de Los Angeles em 1992. 

## Vida pregressa
Rodney King era um motorista de táxi que cumpria pena em liberdade condicional por um roubo praticado em novembro de 1989.

## Violência Policial
Em 3 de março de 1991, King bebeu com alguns amigos, e voltava para casa quando passou a ser perseguido por uma viatura policial. Assustado por saber que não poderia ter bebido durante a condicional, e acreditando que seria mandado de volta para a prisão, passou a fugir da polícia, até encostar seu carro em frente a um condomínio de prédios, imaginando que se algo lhe acontecesse, seria visto por muitas pessoas. Ele foi abordado, algemado e espancado violentamente por policiais de Los Angeles. Um civil, George Holliday, filmou o incidente de sua varanda e enviou as filmagens para KTLA, uma emissora local de notícias, que transmitiu as imagens dois dias depois. As imagens mostravam King desarmado no chão sendo espancado por policiais após inicialmente tentar fugir da prisão. O incidente foi coberto por mídias de notícia de todo o mundo e causou fúria pública.
Em uma conferência de imprensa, foi anunciado que quatorze policiais envolvidos seriam disciplinados e três seriam acusados criminalmente. O então chefe da polícia de Los Angeles, Daryl Gates, disse: "Acreditamos que os oficiais usaram força excessiva para levá-lo em custódia. Em nossa análise descobrimos que os oficiais bateram-no com bastões entre 53 a 56 vezes."  
Ao ser liberado, King falou com os repórteres sentado em sua cadeira de rodas, com seus ferimentos evidentes; uma perna direita quebrada em um molde, um rosto muito cortado e inchado, hematomas no corpo e uma área de queimadura no peito, onde ele foi atingido por uma arma de choque de 50 000 volts. Ele descreveu como se ajoelhou, estendeu as mãos e tentou se mover devagar para não fazer nenhum "movimento estúpido". Sendo atingido no rosto por bastões e sendo chocado por armas de choque, ele disse que estava com medo de morrer enquanto eles o espancavam.
Eventualmente, quatro policiais foram julgados sob acusação de brutalidade policial, destes, três foram absolvidos. Poucas horas depois das absolvições, começaram os Distúrbios de Los Angeles em 1992, provocados por indignação entre as minorias raciais pelo veredicto do julgamento e questões sociais de longa data relacionadas. Os distúrbios duraram seis dias e 63 pessoas morreram e 2 383 feridos; tudo acabou apenas após a Guarda Nacional da Califórnia (em inglês: California Army National Guard), o Exército dos Estados Unidos e o Corpo de Fuzileiros Navais dos Estados Unidos fornecerem reforços para restabelecer o controle. O governo federal processou um caso separado de direitos civis, obtendo acusações do júri dos quatro policiais por violações dos direitos civis de King. O julgamento deles em um tribunal do distrito federal terminou em 16 de abril de 1993, com dois oficiais sendo considerados culpados e sentenciados a cumprir penas de prisão. Os outros dois foram absolvidos das acusações. Em um processo civil separado em 1994, a cidade de Los Angeles concedeu a Rodney King 3,8 milhões de dólares por danos sofridos.
O chefe de polícia de Dallas, William Rathburn, ordenou que toda a polícia assista ao vídeo como uma fita instrutiva sobre como não se comportar. 
A onda de protestos se espalhou pelos Estados Unidos, com maior intensidade em Los Angeles, mas com reflexos em Houston, Las Vegas e São Francisco, além de uma importante passeata em Nova York. Críticas foram feitas a George Bush, que havia alterado o programa social que visava diminuir as diferenças sociais entre brancos e negros.

## Vida após a violência policial
King lutou durante os anos seguintes, até a sua morte, contra o vício de álcool e drogas. Ele se definia como um viciado em recuperação em seus últimos anos de vida, tendo participado em 2011 do programa "Celebrity Rehab", no qual tentava vencer a dependência do alcoolismo. Em entrevista à CNN em 2011, ele disse: “Sempre haverá algum tipo de racismo. Mas cabe a nós como indivíduos neste país olhar para trás e ver todas as conquistas até agora”.

## Morte
Em 2012, King foi encontrado morto em sua piscina dois meses depois de publicar seu memorial; o médico legista encontrou evidências de álcool e drogas em seu sistema e determinou que essas substâncias e seu histórico de problemas cardíacos provavelmente resultaram em afogamento acidental.